# Bola na Rede
Bola na Rede é um programa esportivo brasileiro da RedeTV!, exibido na madrugada de domingo para segunda às 2h. Era um programa de debates sobre futebol que esteve no ar entre 21 de novembro de 1999 e julho de 2010. Retornou um ano e meio depois, ficando no ar até o dia 22 de março de 2020. Retornou pela terceira vez desde 7 de abril de 2025, sendo inicialmente exibido no final das tardes de segunda a sexta, mudando de horário posteriormente para a faixa do almoco.

## História
O programa inicialmente seria apresentado por Juca Kfouri e Susana Werner. A apresentadora e atriz acabou recusando a proposta próximo da estreia do programa. Dias depois, a RedeTV! fechou acordo com a também atriz e apresentadora Angelita Feijó.
Estreou no dia 21 de novembro de 1999 sob o comando de Juca Kfouri e Angelita Feijó, com um formato de debate esportivo fora dos padrões convencionais, ou seja, sem jogadores e técnicos de futebol. Em novembro de 2000, Feijó foi dispensada do programa esportivo e a atração passou a ter jogadores e técnicos participando da bancada. Em novembro de 2003, Juca Kfouri sai da RedeTV! por não aceitar fazer merchandising e vai para a TV Cultura A partir de 16 de novembro, Roberto Avallone assumiu o comando do programa exibido aos domingos, que a partir de então passou a ter cenário virtual, feito com chroma key.
Em 2005 passou a ser apresentado por Fernando Vannucci. O programa tinha como integrante fixo o ex-goleiro Ronaldo Giovanelli, que marcou época no Corinthians, além de jornalistas, sobretudo os comentaristas esportivos da emissora e convidados especiais. O programa saiu do ar em 15 de agosto de 2010, substituído pelo Belas na Rede, mesa-redonda composta somente por mulheres.
O programa voltou a ser exibido novamente apenas com quinze minutos de duração de domingo para segunda-feira, logo após o É Notícia, e a partir de 21 de novembro de 2011, passou a ser exibido diariamente às 18h, sob comando de Gabriela Pasqualin. sendo que com a volta do RedeTV! Esporte nos fins de tarde, voltou a ser exibido de madrugada. Fernando Fontana passou a apresentar o programa, com a participação de jornalistas convidados. Em maio de 2018, o programa voltou a ser diário, exibido às 18h, com a apresentação de Silvio Luiz, tendo em vista os bons resultados obtidos pela exibição de um boletim esportivo feito pela emissora, durante o Operação de Risco. Em outubro de 2018, devido à estreia do Tricotando, novo programa de variedades da emissora, o esportivo deixa de ser diário e volta a ser semanal.
Em 22 de março de 2020, por causa da suspensão dos eventos esportivos devido à pandemia de COVID-19, o programa é retirado da grade de forma provisória. A atração tinha previsão de voltar ao ar quando os eventos retornassem, mas isso não aconteceu apesar das competições terem recomeçado, o que significou que o programa foi definitivamente extinto.
Em 7 de abril de 2025, o programa retornou à programação da RedeTV!, mas agora sendo diário e ás 18h10, como era em 2011, ocupando o espaço que era pertencente às reprises do A Hora do Zap. Nessa nova fase, a equipe passa a ser formada por Márcio Spimpolo, Marcos Assunção, Guilherme Pallesi, Iara Oliveira e Fernando Fontana, com o último inclusive já tendo apresentado a atração em fases anteriores. Em 9 de junho mudou de horário, passando a ser exibido das 11h30 até 12h50.

## Caso Vanucci
Em 9 de julho de 2006, dia da final da Copa do Mundo, vencida pela Itália, o apresentador Fernando Vanucci apareceu no programa de um modo que chamou a atenção, alterado, aparentando estar sob efeito de álcool. Durante a apresentação, fez um comentário que ficou famoso: "A África do Sul é logo ali", referindo-se ao próximo Mundial de Futebol que ocorreria em 2010 na África do Sul. Depois, o apresentador se retrataria publicamente, afirmando que estava assistindo à final da Copa com amigos e familiares, e que durante o almoço havia bebido algumas taças de vinho. Afirmou que durante o almoço havia discutido com um familiar. Foi para casa bastante nervoso e tomou um remédio para pressão e dois comprimidos do relaxante muscular Lexotan antes de seguir para a emissora. Por causa de sua condição, teve que deixar o estúdio e o programa passou a ser apresentado por Augusto Xavier. Nos programas seguintes, Vanucci voltou ao comando, sem maiores consequências.